# فستوكة رومو
فستوكة رومو (باللاتينية: Festuca romoi) نوع نباتي يتبع جنس الفستوكة من الفصيلة النجيلية. اكتشفت عام 2005، وسميت على اسم عالم النبات رومو (بالفرنسية: Romo)‏.

## الموئل والانتشار
ينتشر النبات في المغرب العربي.

## الوصف النباتي
النبات عشبي معمر.

## مرادفات للاسم العلمي
- (باللاتينية: Festuca trabutii Romo)
- (باللاتينية: Festuca ovina subvar. trabutii St.-Yves)